# Theta Tauri
Theta Tauri (θ Tauri, abreviat Tet Tau, θ Tau) este o stea dublă largă în constelația Taurului și un membru al roiului deschis al Hiadelor.
θ Tauri este compus din două stele de magnitudine trei, desemnate Theta¹ Tauri și Theta² Tauri, sau, alternativ, Theta Tauri A și B, respectiv. Acestea sunt separate de cercul de 5.62 arcminute (0.094 °). Pe baza măsurătorilor paralaxelor, Theta¹ Tauri se află la o distanță de 152 a-l (47 pc), în timp ce Theta² Tauri se află la o distanță de 157 de ani-lumină (48 parseci). θ Tauri A și B sunt binare spectroscopice; cele patru componente sunt desemnate Theta Tauri Aa (numită și Chamukuy), Ab, Ba și Bb.

## Nomenclatura
θ Tauri (latinizată la Theta Tauri) este denumirea Bayer a stelei duble; θ¹ Tauri și θ² Tauri denumirile celor doi constituenți ai săi. Desemnările celor doi constituenți ca Theta Tauri A și B și cele ale celor patru componente - Theta Tauri Aa, Ab, Ba și Bb - derivă din convenția folosită de Catalogul Multiplicității Washingtonului (WMC) pentru sisteme multiple de stele și a fost adoptată de către Uniunea Internațională a Astronomilor (IAU).
În mitologia popoarelor maya, Theta Tauri este cunoscută sub numele de Chamukuy, adică o mică pasăre în limba Yucatec Maya . În 2016, IAU a organizat un Grup Functional pentru Numiea Stelelor (WGSN) pentru a cataloga și a standardiza numele proprii pentru stele. WGSN a decis să atribuie nume proprii stelelor individuale, mai degrabă decât sistemelor multiple întregi. A aprobat numele Chamukuy pentru componenta Theta Tauri Aa la data de 5 septembrie 2017 și este inclusă acum în lista de nume de stele aprobate de IAU.
În chineză, 畢 宿 (Bì Xiù), adică Net, se referă la un asterism alcătuit din Theta² Tauri, Epsilon Tauri (numit Ain), Delta³ Tauri, Delta¹ Tauri, Gamma Tauri, Alpha Tauri (Aldebaran), 71 Tauri și Lambda Tauri.  În consecință, Theta² Tauri în sine este cunoscută sub numele de 畢 宿 六 (Bì Xiù liù), "a șasea stea a rețelei" [18].